# Aleksander Skrzyński

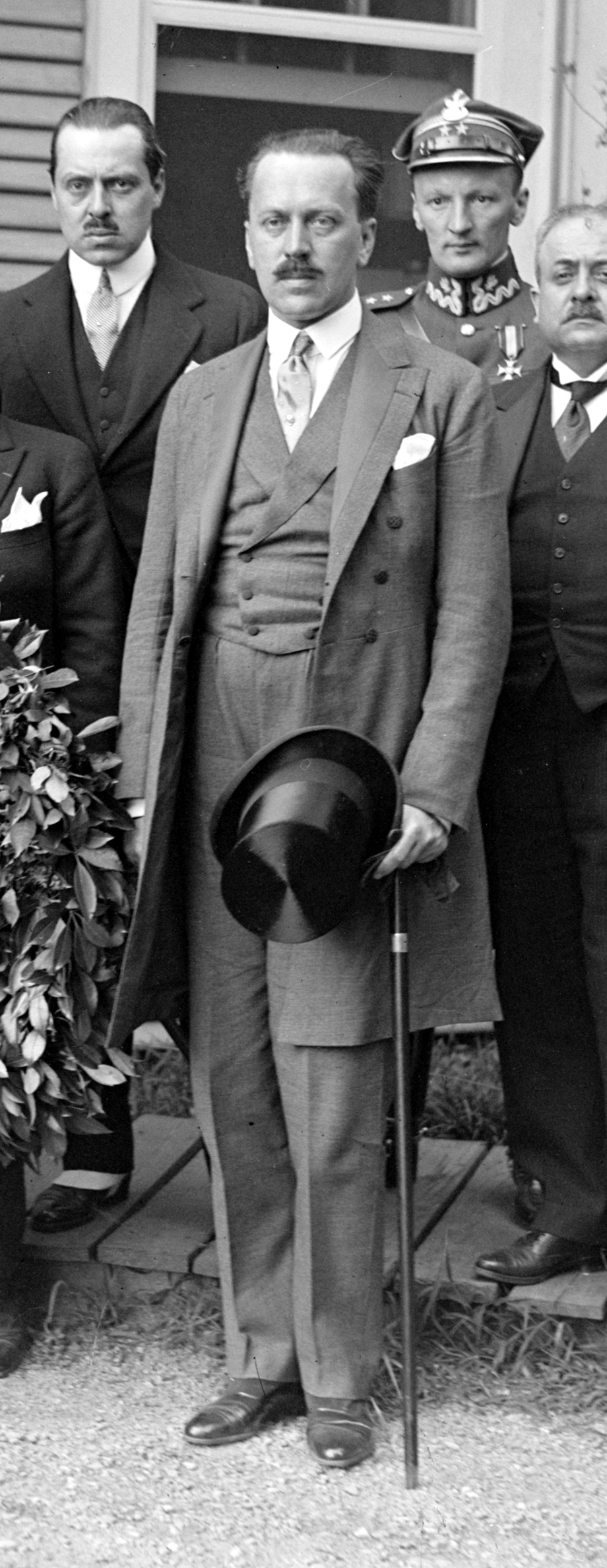
Aleksander Skrzyński, 1925

Aleksander Józef Graaf (Hrabia) Skrzyński (Zagórzany, 18 mei 1882 – Ostrów Wielkopolski, 25 september 1931) was een Pools politicus en Eerste minister.

## Biografie

### Opleiding en beroepsloopbaan
Na zijn gewone schoolopleiding begon hij in 1900 zijn studies Rechten aan de Universiteit van Wenen, studies die hij in 1904 aan de Universiteit van Krakau verderzette. Op 6 februari 1906 promoveerde hij als doctor in de rechten. Vervolgens was hij stagiair bij de stadhouders van Lemberg en van Gorlice. In 1909 trad hij in diplomatieke dienst voor Oostenrijk-Hongarije, waar Galicië destijds deel van uitmaakte. Hij werd attaché bij de ambassade bij de Heilige Stoel. In de daarop volgende jarenwas hij achtereenvolgens kamerheer bij keizer Frans Jozef I en diplomaat in Den Haag. Tijdens de Eerste Wereldoorlog was hij eerst onderluitenant, daarna adjudant van generaal Tadeusz Rozwadowski om in 1916 reserve-officier te worden. Vervolgens was hij als diplomaat verbonden aan de ambassades in Berlijn en Praag.

### Onafhankelijk Polen en minister van Buitenlandse Zaken
Na de onafhankelijkheid van de republiek Polen op 22 november 1918 werd hij lid van de Conservatieve Partij. In 1919 werd hij gezant in Roemenië en meteen onderhandelaar voor een Pools-Roemeens partnerschapsverdrag.
Op 16 december 1922 werd hij door eerste minister Władysław Sikorski benoemd tot minister van Buitenlandse Zaken. In die functie zette hij zich in voor een vredespolitiek met stabilisering van de grenzen. Bij de samenstelling van de regering van Wincenty Witos op 28 mei 1923 verloor hij de functie, maar bij de vorming van de regering van Władysław Grabski op 27 juli 1924 kreeg hij de functie terug.
Hij kreeg erkenning voor zijn regeling van de buitenlandse schuld met de Verenigde Staten en Groot-Brittannië. Hij sloot een concordaat af met het Vaticaan en knoopte diplomatieke betrekkingen aan met Tsjecho-Slowakije. Door zijn activiteiten binnen de Volkerenbond bereikte hij resultaten bij de omslachtige opstelling van het 
Protocol van Genève dat op 17 juni 1925 werd ondertekend en het gebruik van chemische en biologische wapens verbiedt, maar geen bepalingen bevat over de ontwikkeling, fabricatie en opslag ervan. Ten slotte werd in oktober het Verdrag van Locarno ondertekend, in het bijzonder het deel dat waarbij met Duitsland een regeling werd getroffen voor de moeilijkheden in Danzig met een betere behandeling van de Poolse minderheid aldaar.

### Eerste minister en staatsgreep
Op 20 november 1925 volgde hij Grabski op als eerste minister en stelde een coalitieregering samen, waarin hij ook minister van Buitenlandse Zaken bleef. Op 10 mei 1926 nam deze regering ontslag na de uittreding van de socialisten.
Enkele dagen later vond de staatsgreep onder leiding van Józef Piłsudski plaats (de Meiputsch), wat de feitelijke macht van Skrzyński in Polen nog versterkte.
Een maand later volgde een duel tussen hem en de voormalige minister van Oorlog Stanisław Szeptycki, nadat deze laatste in een club in Krakau een handdruk als begroeting weigerde omdat naar zijn mening het onbesliste en zwakke beleid van Skrzyński de ware oorzaak van de Meiputsch was.
Szeptycki's schot miste en Skrzyński weigerde te schieten.
Hij stierf op 25 september 1931 in een auto-ongeval.
- Bibliothèque nationale de France: cb10677990m (data)
- Gemeinsame Normdatei: 129963941
- International Standard Name Identifier: 0000 0001 0895 4237
- Library of Congress Control Number: n85001541
- Nationale Bibliotheek van Tsjechië: js2011676212
- Système universitaire de documentation: 105679585
- Virtual International Authority File: 46751892
- WorldCat: E39PBJrrvf4X9m6yj7PHKV4wmd